# Paramastax mariaetheresiae
Paramastax mariaetheresiae är en insektsart som beskrevs av Marius Descamps 1971. Paramastax mariaetheresiae ingår i släktet Paramastax och familjen Eumastacidae. Inga underarter finns listade i Catalogue of Life.